# Rivière Étienne
Rivière Étienne är ett vattendrag i Kanada.   Det ligger i provinsen Québec, i den östra delen av landet, 500 km nordost om huvudstaden Ottawa. Rivière Étienne ligger vid sjöarna  Lac Bilodeau Lac Creux och Lac Pednault.
I omgivningarna runt Rivière Étienne växer i huvudsak blandskog. Runt Rivière Étienne är det mycket glesbefolkat, med 4 invånare per kvadratkilometer.